# Liste der Wappen im Landkreis Groß-Gerau
Diese Liste zeigt die Wappen der Städte und Gemeinden sowie Wappen von ehemals selbständigen Gemeinden und aufgelösten Landkreisen im Landkreis Groß-Gerau in Hessen.
In dieser Liste werden die Wappen mit dem Gemeindelink angezeigt.

Wappen des Landkreises Groß-Gerau[1]
Lage des Landkreises Groß-Gerau in Hessen
Lage des Landkreises Groß-Gerau in Deutschland

## Wappen der Stadt mit Sonderstatus im Landkreis Groß-Gerau
- Stadt
Rüsselsheim am Main[2]

## Wappen der Städte und Gemeinden
- Gemeinde
Biebesheim am Rhein[3]
- Gemeinde
Bischofsheim[4]
- Gemeinde
Büttelborn[5]
- Stadt
Gernsheim[6]
- Stadt
Ginsheim-Gustavsburg[7]
- Kreisstadt
Groß-Gerau[8]
- Stadt
Kelsterbach[9]
- Stadt
Mörfelden-Walldorf[10]
- Gemeinde
Nauheim[11]
- Stadt
Raunheim[12]
- Stadt
Riedstadt[13]
- Gemeinde
Stockstadt am Rhein[14]
- Gemeinde
Trebur[15]

## Wappen ehemaliger Städte und Gemeinden
- Gemeinde Trebur
Ortsteil Astheim[16]

Stadt Rüsselsheim am Main Ortsteil Bauschheim[17]
- Stadt Groß-Gerau
Ortsteil Berkach[18]
- Stadt Riedstadt
Ortsteil Crumstadt[19]
- Stadt Groß-Gerau
Ortsteil Dornberg[20]
- Stadt Groß-Gerau
Ortsteil Dornheim[21]
- Stadt Riedstadt
Ortsteil Erfelden[22]

Gemeinde Biebesheim am Rhein
Gemeinde Trebur Ortsteil Geinsheim[23]
- Stadt Ginsheim-Gustavsburg
Ortsteil Ginsheim[24]
- Stadt Riedstadt
Ortsteil Goddelau[25]

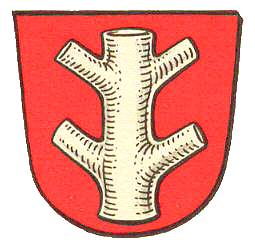
Gemeinde Trebur Ortsteil Astheim
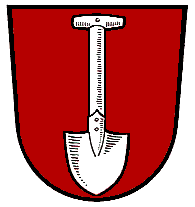
Stadt Rüsselsheim am Main Ortsteil Haßloch
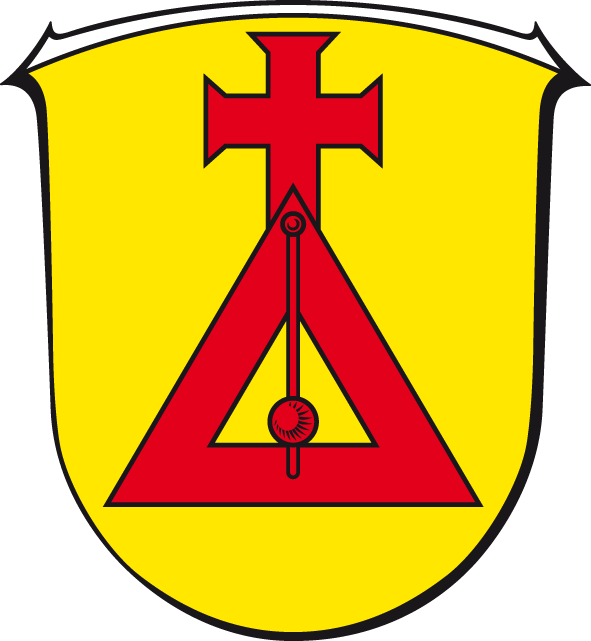
Stadt Groß-Gerau Ortsteil Berkach
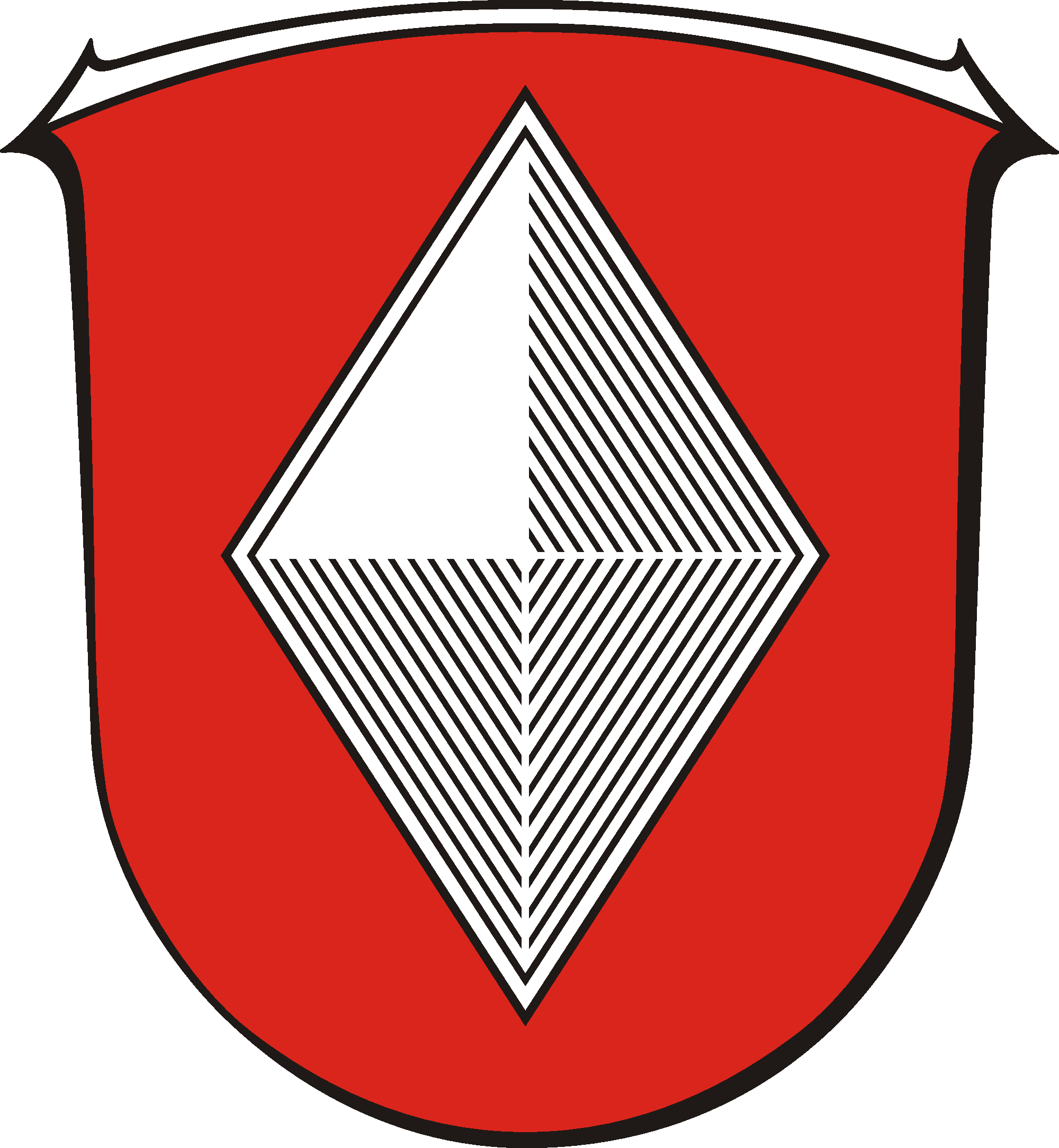
Stadt Riedstadt Ortsteil Crumstadt
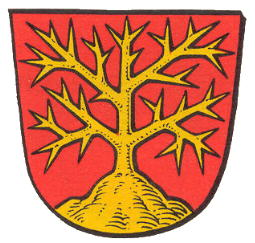
Stadt Groß-Gerau Ortsteil Dornberg
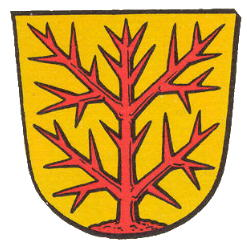
Stadt Groß-Gerau Ortsteil Dornheim
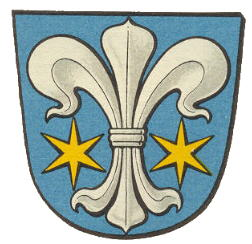
Stadt Riedstadt Ortsteil Erfelden
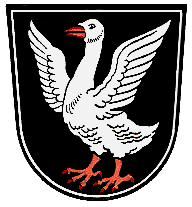
Gemeinde Trebur Ortsteil Geinsheim
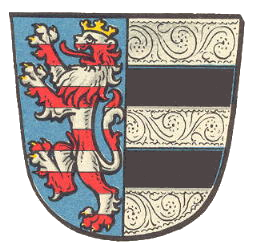
Stadt Ginsheim-Gustavsburg Ortsteil Ginsheim
Stadt Riedstadt Ortsteil Goddelau
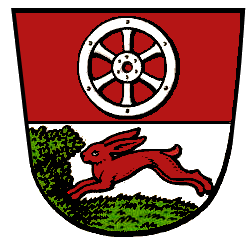
Stadt Rüsselsheim am Main Ortsteil Haßloch
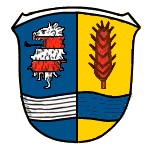
Gemeinde Trebur Ortsteil Hessenaue
Gemeinde Büttelborn Ortsteil Klein-Gerau
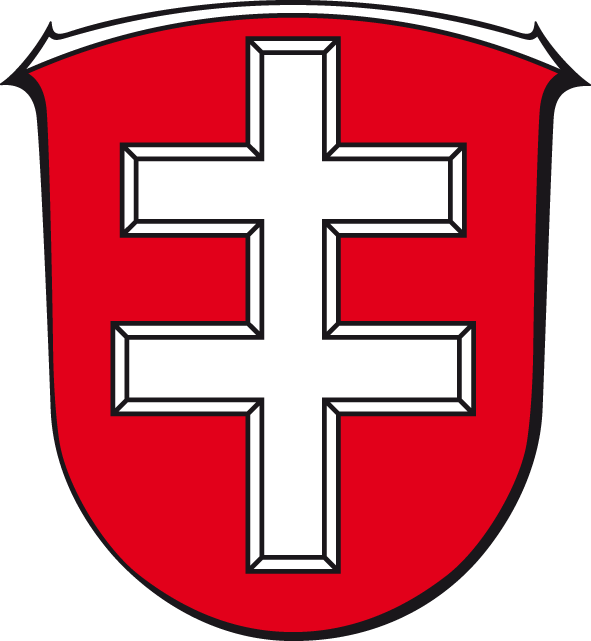
Stadt Gernsheim Ortsteil Klein-Rohrheim
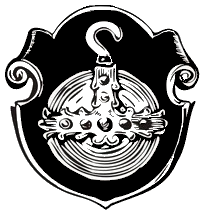
Stadt Rüsselsheim am Main Ortsteil Königstädten
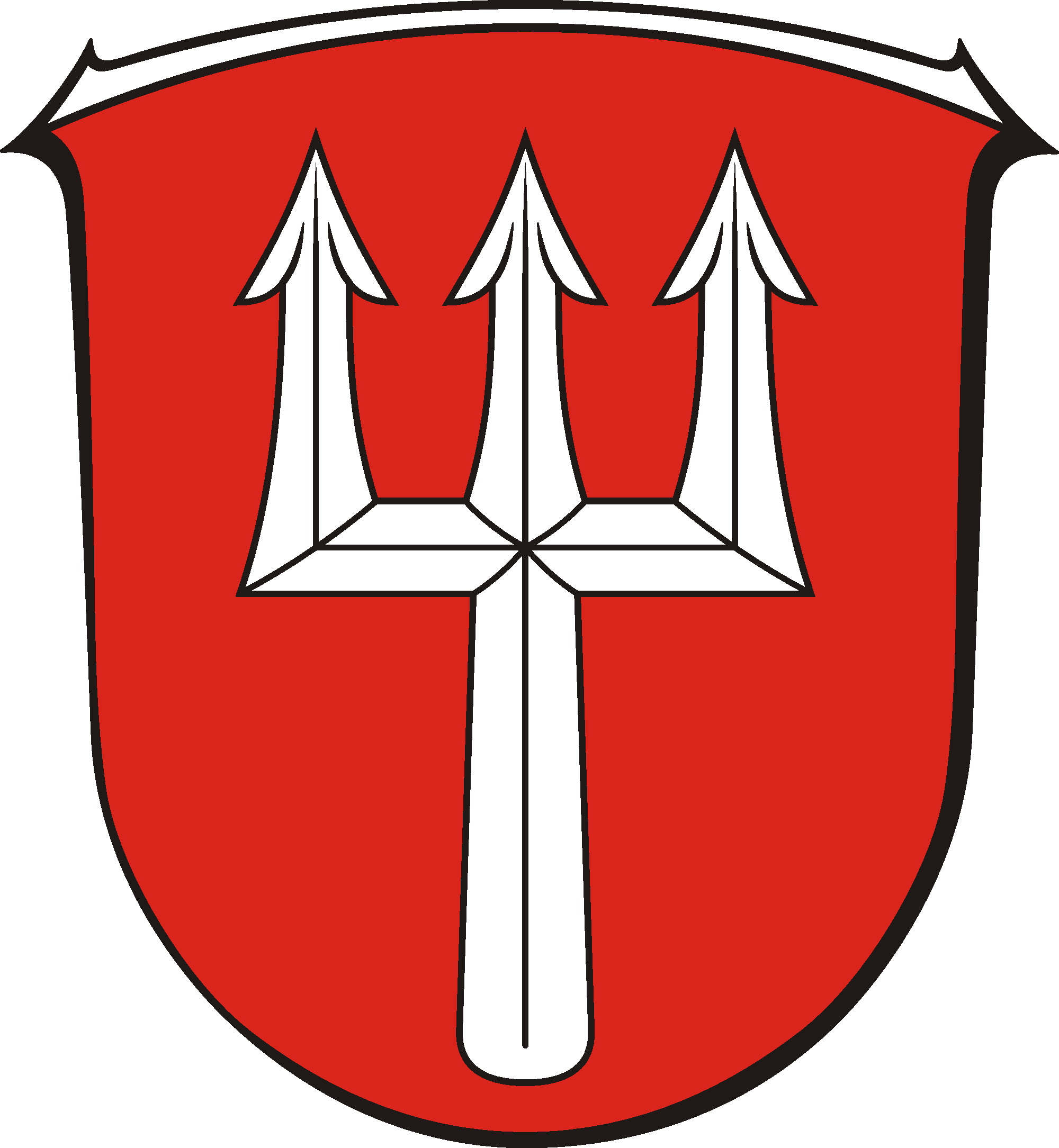
Stadt Riedstadt Ortsteil Leeheim
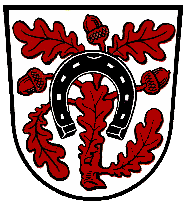
Stadt Mörfelden-Walldorf Ortsteil Mörfelden
Stadt Mörfelden-Walldorf Ortsteil Walldorf
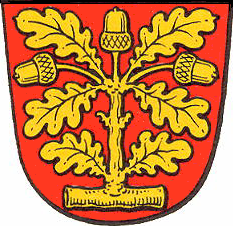
Stadt Groß-Gerau Ortsteil Wallerstädten
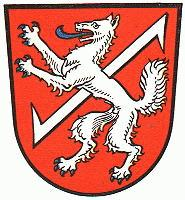
Stadt Riedstadt Ortsteil Wolfskehlen
Gemeinde Büttelborn Ortsteil Worfelden
Gemeinde Trebur
Ortsteil Hessenaue[27]
- Gemeinde Büttelborn
Ortsteil Klein-Gerau[28]
Stadt Gernsheim
Stadt Ginsheim-Gustavsburg
Ortsteil Klein-Rohrheim[29]
- Stadt Rüsselsheim am Main
Ortsteil Königstädten[30]
- Stadt Riedstadt
Ortsteil Leeheim[31]
- Stadt Mörfelden-Walldorf
Ortsteil Mörfelden[32]
- Stadt Mörfelden-Walldorf
Ortsteil Walldorf[33]
Stadt Groß-Gerau
Ortsteil Wallerstädten[34]
Stadt Riedstadt
Stadt Mörfelden-Walldorf
Ortsteil Wolfskehlen[35]
Gemeinde Büttelborn
Stadt Raunheim
Stadt Riedstadt
Gemeinde Stockstadt am Rhein
Gemeinde Trebur
Ortsteil Worfelden[36]

## Blasonierungen
1. ↑  Landkreis Groß-Gerau: „Gespalten: vorne neunfach von Rot und Silber geteilt, hinten zwei schwarze Balken in Silber; in der Schildmitte aufgelegt ein blauer Herzschild mit drei (2:1 gestellten) silbernen Rauten.“
2. ↑  Rüsselsheim am Main: „In Blau ein silberner Doppelhaken (Wolfsangel), rechts unten und links oben beseitet von je einem silbernen Stern.“
3. ↑  Biebesheim am Rhein: „In Rot ein silbernes Hufeisen.“
4. ↑  Bischofsheim: „Geteilt von Blau und Silber, oben ein wachsender, golden gekrönter und bewehrter, fünfmal von Silber und Rot geteilter Löwe, unten eine Brille mit schwarzer Einfassung.“
5. ↑  Büttelborn: „In Gold ein roter Ziehbrunnen, darauf aufgelegt zwei Wappen, enthaltend ein hakenförmiges rotes Ortszeichen auf Gold und ein rotes Ortszeichen in Form eines Ringes mit einem antoniuskreuzartigen Aufsatz in Gold.“
6. ↑  Gernsheim: „In Rot ein sechsspeichiges silbernes Rad.“
7. ↑  Ginsheim-Gustavsburg: „In der geteilten vorderen Schildhälfte in Silber oben ein schwarzes Festungstor, unten ein schwarzer Anker; hinten in Blau ein goldener Löwe mit roter Zunge und roten Krallen.“
8. ↑  Groß-Gerau: „In geteiltem Schild oben in Blau der wachsende hessische Löwe, unten in Gold ein schwebendes rotes gleicharmiges Kreuz, über Eck bewinkelt von zwei grünen Zwiebeln und zwei grünen Kohlköpfen. Über dem Schild eine bezinnte Stadtmauer mit Rundtor und drei bezinnten Rundtürmen.“
9. ↑  Kelsterbach: „In Schwarz ein silberner Eichenzweig mit drei goldenen Eicheln.“
10. ↑  Mörfelden-Walldorf: „In Rot ein silberner, sechsblättriger Eichenzweig mit 3 Eicheln, darauf aufgelegt zwei schräggekreuzte goldene Dreschflegel sowie ein mit diesen verschlungenes schwarzes Hufeisen.“
11. ↑  Nauheim: „In Schwarz ein silberner Wäschebleuel.“
12. ↑  Raunheim: „In Gold ein roter Ring, an dem oben eine rote Hafte befestigt ist.“
13. ↑  Riedstadt: „In geteiltem Schild oben in Blau ein wachsender, rot-bewehrter und rot-bekrönter silberner Löwe, unten in Silber fünf blaue Rauten.“
14. ↑  Stockstadt am Rhein: „In Rot zwei schräggekreuzte, gestürzte silberne Fährbäume oder Bootshaken, bewinkelt von vier silbernen Sternen.“
15. ↑  Trebur: „In Rot ein goldener Ring, von dem göpelförmig drei gewellte goldene Bänder bis zu den Schildrändern ausgehen.“
16. ↑  Astheim: „In Rot ein aufrechtstehender gestümmelter silberner Ast.“
17. ↑  Bauschheim: „In Rot ein aufrechtstehender silberner Spaten.“
18. ↑  Berkach: „In Gold eine rote Bleiwaage mit einem aus deren oberen Spitze wachsenden breitendigen Kreuz.“
19. ↑  Crumstadt: „In Rot eine silberne Raute.“
20. ↑  Dornberg: „In Rot ein goldener Dornbusch auf goldenem Berg.“
21. ↑  Dornheim: „In Gold ein roter Dornbusch auf rotem Boden.“
22. ↑  Erfelden: „In Blau eine silberne Lilie zwischen zwei goldenen Sternen.“
23. ↑  Geinsheim: „In Schwarz eine auffliegende silberne Gans mit rotem Schnabel und roten Füßen.“
24. ↑  Ginsheim: „Im gespaltenen Schild vorne in Blau der bunte hessische Löwe, hinten in Silber die beiden schwarzen isenburgischen Balken.“
25. ↑  Goddelau: „In Gold ein aus dem Boden wachsendes rotes Patriarchenkreuz mit Sockel.“
26. ↑  Haßloch: „Geteilt von Rot und Silber, oben ein silbernes Rad, unten ein in ein grünes Haselheckenloch nach rechts hin laufender roter Hase.“
27. ↑  Hessenaue: „Gespalten von Blau und Gold, über einem silbern-blauen Wellenbalken mit einem stilisierten rechts gewendeten Löwenkopf in den Landesfarben und einer roten Ähre belegt.“
28. ↑  Klein-Gerau: „In Rot ein hakenförmiges goldenes Ortszeichen.“
29. ↑  Klein-Rohrheim: „In Rot ein schwebendes silbernes Patriarchenkreuz.“
30. ↑  Königstädten: „In Schwarz ein silberner Reichsapfel (mit Haken statt Kreuz).“
31. ↑  Leeheim: „In Rot ein aufrecht gestellter silberner Dreizack.“
32. ↑  Mörfelden: „In Silber ein roter Eichenzweig mit drei Eicheln, belegt mit einem schwarzen Hufeisen.“
33. ↑  Walldorf: „In Rot ein silberner Eichenzweig mit drei silbernen Eicheln, belegt mit zwei schräggekreuzten goldenen Dreschflegeln.“
34. ↑  Wallerstädten: „In Rot ein aus einem Ast wachsender goldener Eichenzweig mit drei Eicheln.“
35. ↑  Wolfskehlen: „In Rot ein steigender silberner Wolf von einer schräglinks weisenden silbernen Wolfsangel durchbohrt.“
36. ↑  Worfelden: „In Rot eine goldene Ortsmarke in Gestalt eines Ringes mit einem antoniuskreuzähnlichen Aufsatz.“